# Hun Sen Cup 2022
Der Hun Sen Cup 2022 war die 16. Austragung eines Ko-Fußballwettbewerbs in Kambodscha. Das Turnier wurde vom kambodschanischen Fußballverband organisiert. Das Turnier begann am 27. Juli 2022 und endete mit dem Finale am 6. November 2022. Titelverteidiger war der Visakha FC.

## Achtelfinale
|                                                                                             | Gesamt |                              | Hinspiel | Rückspiel |
| ------------------------------------------------------------------------------------------- | ------ | ---------------------------- | -------- | --------- |
| Hinspiele: 27. Juli 2022 und 3. August 2022 Rückspiele: 10. August 2022 und 17. August 2022 |        |                              |          |           |
| Soltilo Angkor                                                                              | 0:5    | Preah Khan Reach Svay Rieng  | 0:1      | 0:4       |
| Siem Reap Province FC                                                                       | 2:9    | Visakha FC                   | 0:6      | 2:3       |
| Asia Euro United                                                                            | 0:4    | Nagaworld FC                 | 0:4      | 0:0       |
| ISI Dangkor Senchey FC                                                                      | 2:5    | Boeung Ket Angkor            | 0:2      | 2:3       |
| Koh Kong FC                                                                                 | 4:3    | Angkor Tiger                 | 1:2      | 3:1       |
| Prey Veng FC                                                                                | 4:5    | Phnom Penh Crown             | 0:1      | 4:4       |
| National Police Commissary FC                                                               | 2:4    | National Defense Ministry FC | 1:2      | 1:2       |
| Electricite du Cambodge                                                                     | 4:3    | Kirivong Sok Sen Chey        | 3:2      | 1:1       |

## Viertelfinale
|                                                        | Gesamt |                             | Hinspiel | Rückspiel       |
| ------------------------------------------------------ | ------ | --------------------------- | -------- | --------------- |
| Hinspiele: 24. August 2022 Rückspiele: 31. August 2022 |        |                             |          |                 |
| Electricite du Cambodge                                | 4:2    | Preah Khan Reach Svay Rieng | 1:1      | 3:1             |
| National Defense Ministry FC                           | 1:6    | Visakha FC                  | 1:3      | 0:3             |
| Phnom Penh Crown                                       | 0:0    | Nagaworld FC                | 0:0      | 0:0 (3:4 i. E.) |
| Koh Kong FC                                            | 3:5    | Boeung Ket Angkor           | 0:2      | 3:3             |

## Halbfinale
|                                                         | Gesamt |                         | Hinspiel | Rückspiel |
| ------------------------------------------------------- | ------ | ----------------------- | -------- | --------- |
| Hinspiele: 5. Oktober 2022 Rückspiele: 12. Oktober 2022 |        |                         |          |           |
| Boeung Ket Angkor                                       | 5:0    | Electricite du Cambodge | 3:0      | 2:0       |
| Phnom Penh Crown                                        | 2:4    | Visakha FC              | 1:2      | 1:2       |

## Spiel um den 3. Platz
|                         | Ergebnis |                  |
| ----------------------- | -------- | ---------------- |
| 6. November 2022        |          |                  |
| Electricite du Cambodge | 0:5      | Phnom Penh Crown |

## Finale
|                   | Ergebnis  |            |
| ----------------- | --------- | ---------- |
| 6. November 2022  |           |            |
| Boeung Ket Angkor | 3:4 n. V. | Visakha FC |

### Spielstatistik
| Paarung   | Boeung Ket Angkor – Visakha FC |
| Ergebnis  | 3:4 n. V. (2:2, 1:1) |
| Datum     | 6. November 2022 um 18:30 Uhr |
| Stadion   | RSN Stadium, Phnom Penh |
| Zuschauer | 5278 |
| Tore      | 1:0 Sieng Chanthea (14.) 2:0 Sieng Chanthea (31.) 2:1 Sin Sophanat (79.) 2:2 Keo Soksela (90.+6') 2:3 Thierry Bin (98.) 3:3 Our Phearon (102.) 3:4 Keo Sokpheng (104.) |